# Пая жовточерева
Па́я жовточерева (Cyanocorax luxuosus) — вид горобцеподібних птахів родини воронових (Corvidae). Мешкає в США, Мексиці і Центральній Америці. Жовточерева пая раніше вважалася конспецифічною з зеленою паєю, однак була визнана окремим видом.

## Опис

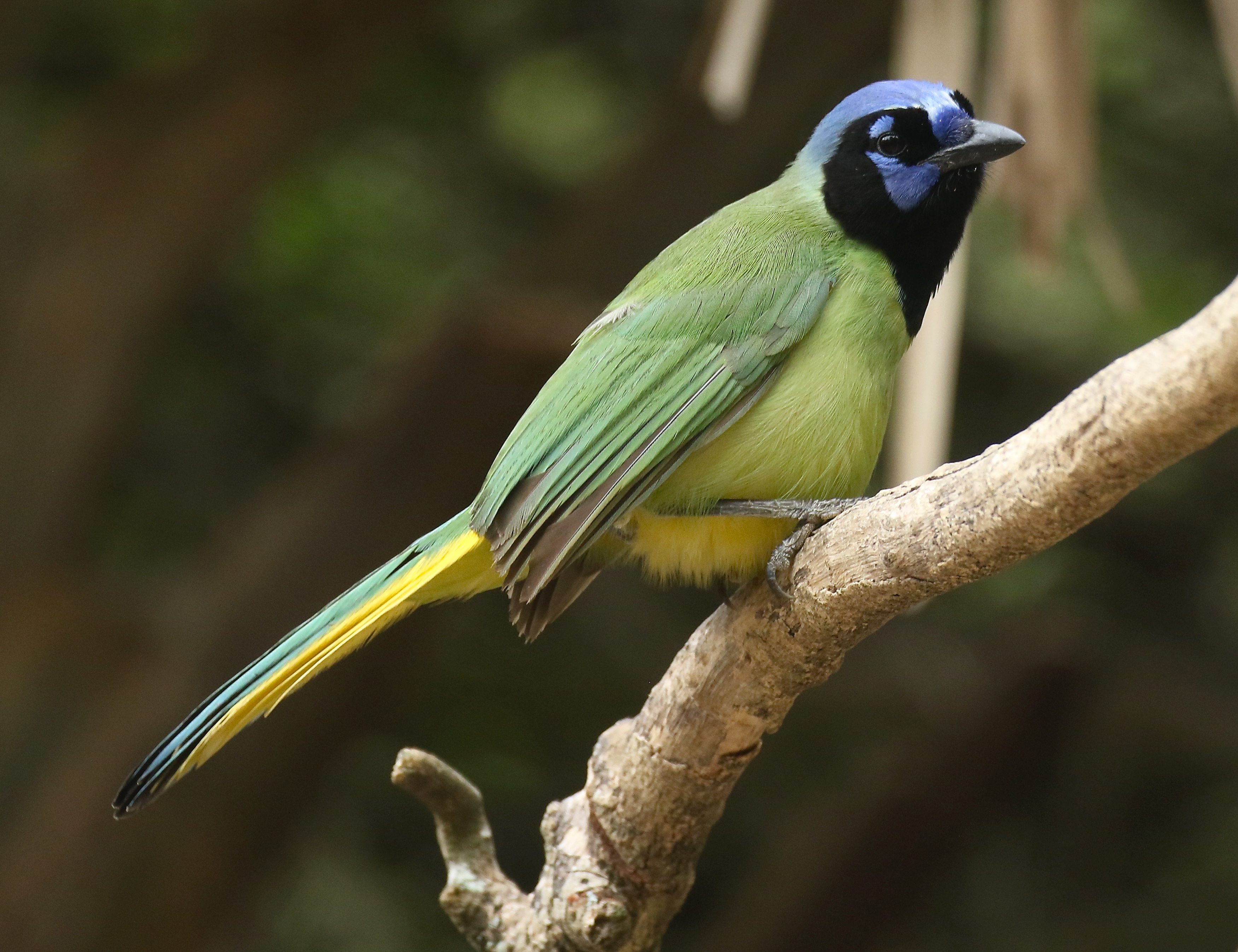
Жовточерева пая

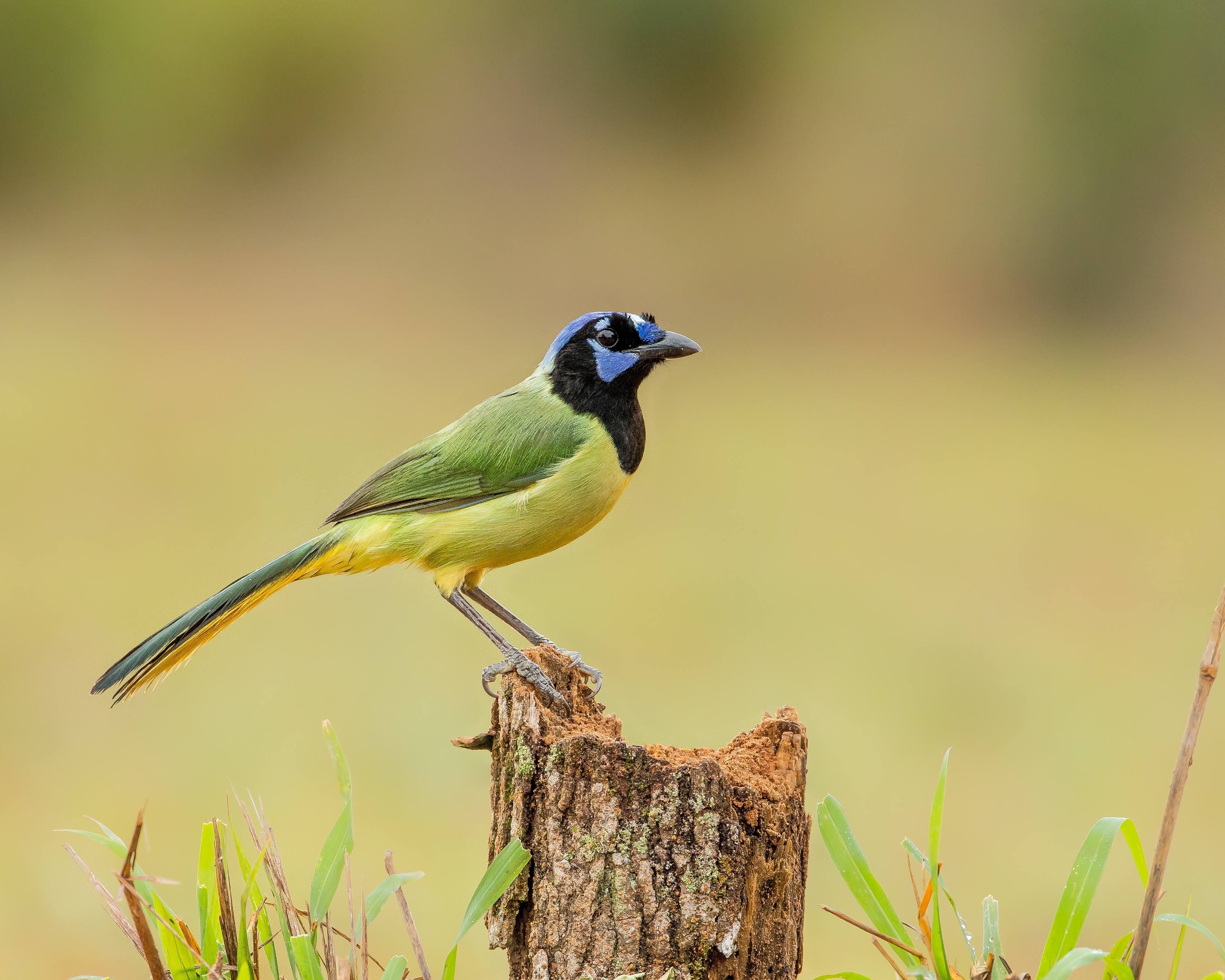
Жовточерева пая

Жовточереві паї — птахи кремезного вигляду, середня довжина яких становить 25—29 см, а вага 66—110 г. Голова у них відносно велика, овальної форми, дзьоб міцний, конічної форми, на кінці дещо гачкуватий, очі великі, крила і хвіст відносно довгі, лапи міцні, пазуристі. На лоб і тімені є короткий чуб.
На обличчі чорна «маска», область навколо ніздрів, «вуса», щоки та «брови» яскраво-сині, лоб білий, верхня частина голови синя. Скроні, горло і шия з боків чорні. Плечі та нижня частина тіла блідо-зелені у північних популяцій і яскраво-жовті у південних. Верхня частина тіла трав'янисто-зелена, махові пера і хвіст мають синьо-зелений відтінок. Колір очей варіюється від темно-карого до жовтого, залежно від підвиду. Дзьоб і лапи чорні.
Загалом жовточереві паї є схожими на зелених пай, однак мають дещо менші розміри, коротший чуб, більш контрастне забарвлення і темний колір очей у більшості підвидів.

## Підвиди
Виділяють сім підвидів:
- C. l. glaucescens (Ridgway, 1900) — крайній південь Техасу і північний схід Мексики (Нуево-Леон, Тамауліпас);
- C. l. luxuosus (Lesson, R, 1839) — від Сан-Луїс-Потосі до північно-східної Пуебли і центрального Веракруса;
- C. l. speciosus (Nelson, 1900) — захід Мексики;
- C. l. vividus (Ridgway, 1900) — від Коліми і Герреро до західної Гватемали;
- C. l. maya (Van Rossem, 1934) — Табаско, півострів Юкатан, острів Косумель;
- C. l. confusus Phillips, AR, 1966 — Чіапас і західна Гватемала;
- C. l. centralis (Van Rossem, 1934) — від Табаско і північного Чіапаса до Гондураса.

## Поширення та екологія

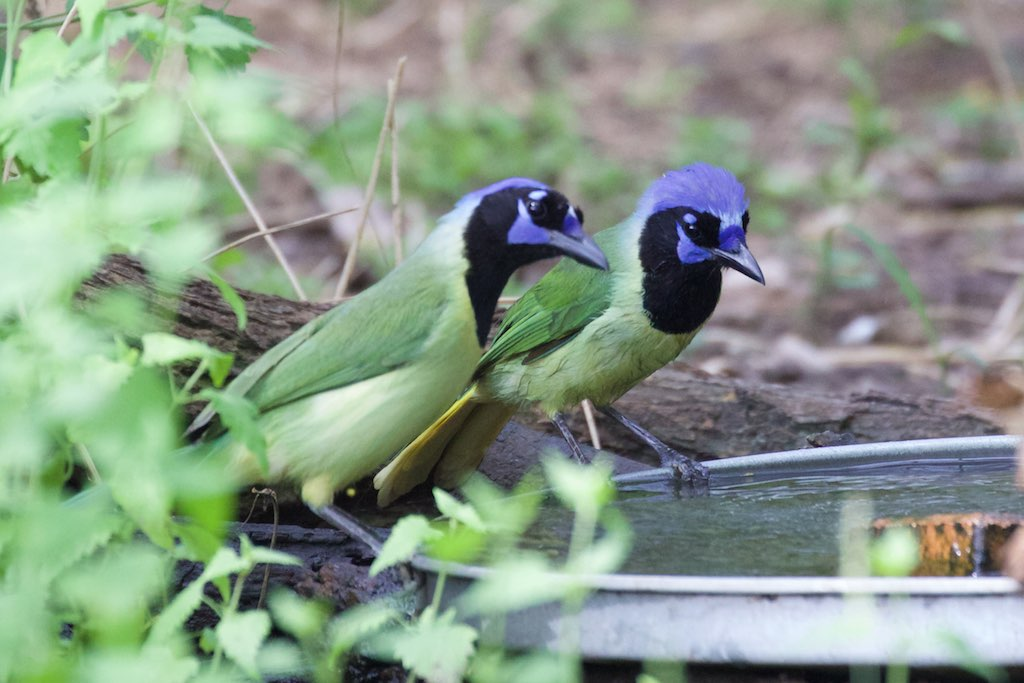
Пара жовточеревих пай

Жовточереві паї мешкають в Сполучених Штатах Америки, Мексиці, Гватемалі, Белізі і Гондурасі. Вони живуть в сухих і сезонно вологих субтропічних лісах і чагарникових заростях. Жовточереві паї віддають перевагу вторинним заростям з чагарниковим підліском і порослими травою галявинами. Вони зустрічаються поодинці, парами або невеликими сімейними зграйками до 7 птахів. Ведуть переважно деревний спосіб життя.

### Раціон

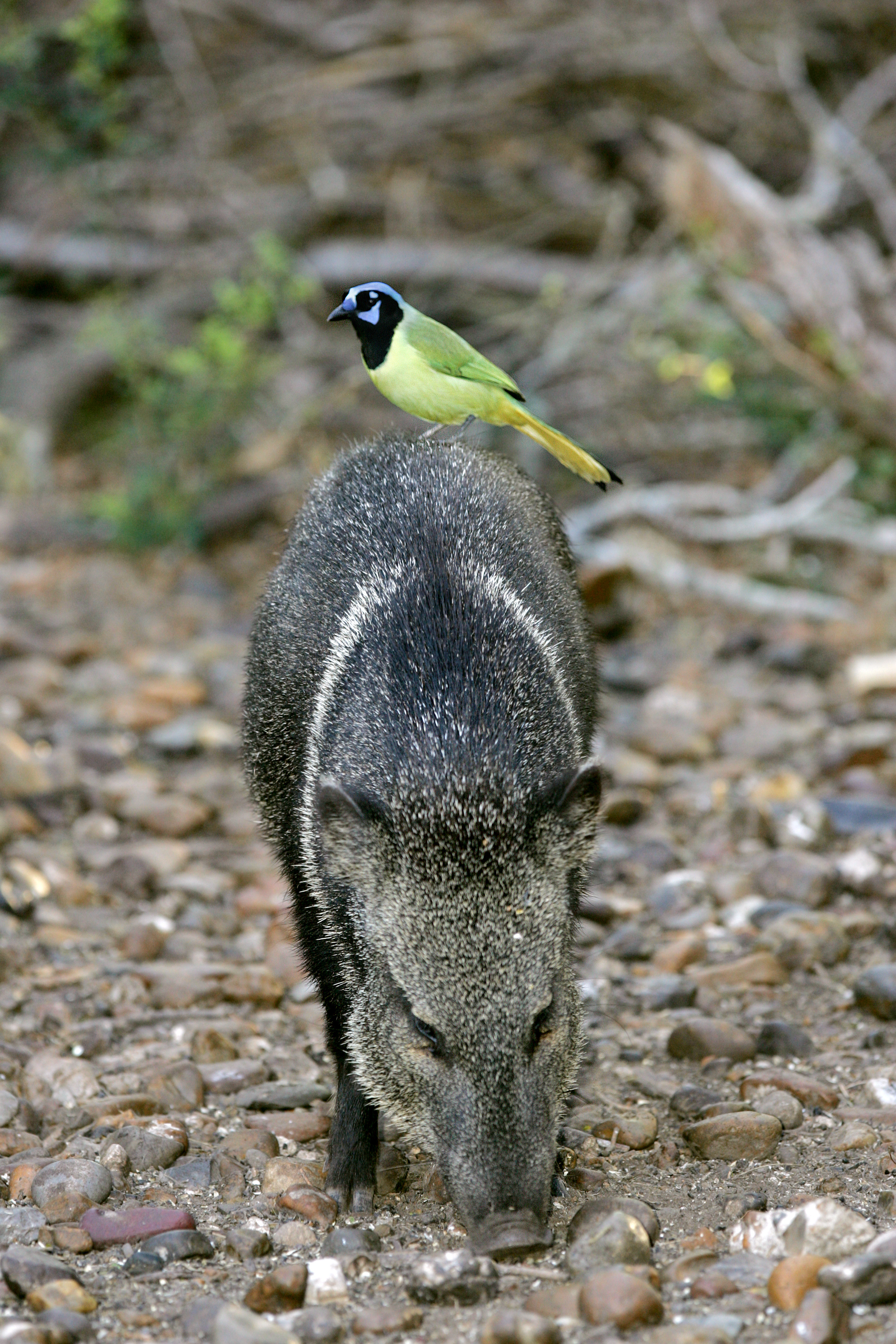
Жовточерева пая на таясу

Жовточереві паї є всеїдними птахами, живляться комахами, іншими безхребетними, личинками, дрібними хребетними (дрібними плазунами та амфібіями, яйцями, пташенятами, гризунами), ягодами, насінням, жолудями та плодами. Вони роблять запаси, особливо в північних районах, і таким чином беруть участь у поширенні деяких видів рослин. Крім того, серед жовточеревих пай спостерігалися випадки використання знарядь праці, зокрема очищених від кори гілочок для добування комах з-під кори.

### Розмноження
Жовточереві паї є моногамними птахами, сезон розмноження у них триває з квітня по червень. Пара птахів будує чашоподібне гніздо, яке робиться з переплетених гілочок і рослинних волокон і встелюється м'яким рослинним матеріалом. В кладці від 3 до 5 яєць. Насиджують самиці, тоді як самці шукають їм їжу і захищають гніздо. Інкубаційний період триває 17 днів. За пташенятами доглядають і самиці, і самці, а також їх помічники — молоді птахи з попереднього виводка. Пташенята покидають гніздо через 3 тижні після вилуплення, а повністю самостійними вони стають ще через півтора місяця. Пташенята продовжують залишатися разом з сімейною зграєю протягом року.